# Carlshöfer Anstalten
Carlshöfer Anstalten là một bệnh viện từ thiện Tin Lành ở Carlshof, Đông Phổ (Karolewo, Ba Lan ngày nay). Được thành lập vào năm 1882, nó nằm cách trung tâm thị trấn Rastenburg (Kętrzyn) khoảng 3 km (1,9 mi) về phía đông. Carlshof là nơi giam giữ 1.500 bệnh nhân từ khắp Đông Phổ và chuyên điều trị các bệnh nhân mắc chứng động kinh và thiểu năng trí tuệ; bệnh viện cũng chăm sóc cho những người nghiện rượu, người già và trẻ vị thành niên cũng như những người vô gia cư. Trong Chiến tranh thế giới thứ hai, Carlshof phục vụ trong vai trò một bệnh viện quân sự và dùng làm doanh trại bảo vệ cho trụ sở của Hitler gần đó tại Wolfsschanze.

## Lịch sử

### Tổ chức trợ tế
Sau khi bệnh xá Provinzial-Armen und Siechenhaus Tapiau giải tỏa 200 bệnh nhân vì thiếu chỗ ở vào năm 1881, Người đứng đầu của Rastenburg, Christian Klapp (1832-1905), đã khởi xướng một chương trình hỗ trợ và mua bất động sản cho Carlshof gần Rastenburg. Vào ngày 4 tháng 11 năm 1881, Công nghị Luther giáo tỉnh quyết định hỗ trợ dự án và vào tháng 10 năm 1882 (hoặc 1883) 36 bệnh nhân động kinh đầu tiên được chuyển đến Carlshof. Ba mươi trong số họ ban đầu có quê quán từ Đông và Tây Phổ và trở về từ Tổ chức Bethel gần Bielefeld.  Tổ chức Bethel và khái niệm Sứ mệnh bên trong (tiếng Đức: Innere Mission) vẫn là hình mẫu của các định chế của Carlshof.
Năm 1884, người ta xây nơi ở dành cho 150 người vô gia cư, và vào năm 1890, một viện cứu tế cho những người nghiện rượu đã được bổ sung. Năm 1905, một trường giáo dưỡng dành cho 80 trẻ vị thành niên được thêm vào. Năm 1898, Viện Carlshof đã điều trị 554 bệnh nhân. Một khu trị bệnh lao và các khu dành cho việc giảng dạy của các chấp sự Innere Mission hoàn bị của bệnh viện Phó tế.
Vào đầu Thế chiến thứ nhất, Carlshof có 500 hécta (1.200 mẫu Anh) sử dụng cho trồng thuốc để phục vụ trị liệu và là nơi ở của 1.500 bệnh nhân. Carlshof bị hư hại một phần vào tháng 8 năm 1914 và bị quân đội Nga chiếm đóng cho đến đầu tháng 9 năm 1914, vụ thu hoạch bị phá hủy phần lớn do hỏa hoạn. Sau Thế chiến I, Carlshof đã mất tầm quan trọng trước đó, cùng số lượng bệnh nhân. Tính đến năm 1928, Carlshof có sức chứa 850 giường và điều trị cho 799 bệnh nhân.

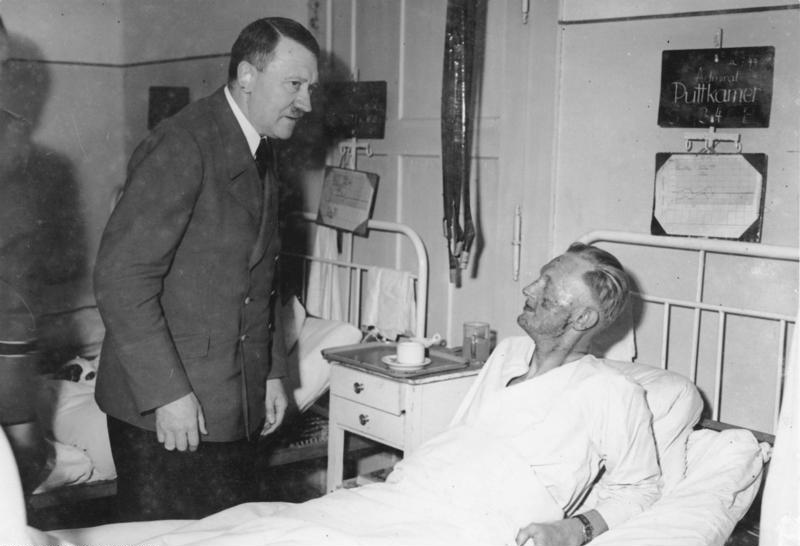
Hitler và Karl-Jesko von Puttkamer trong bệnh viện quân sự Carlshof

Sau khi Đức Quốc xã tiếp quản vào năm 1933, 53 bệnh nhân của Carlshof gồm 35 nữ và 18 nam - là nạn nhân của biện pháp triệt sản bắt buộc dựa trên "Luật phòng chống bệnh di truyền cho con cái" được thi hành tại bệnh viện thành phố Rastenburg. Năm 1934, bất động sản xa xôi này của Wilhelmsdorf (Wilamowo) phải được bán do cưỡng chế chính trị và được sử dụng để xây dựng sân bay Rastenburg. Tổ chức Phúc lợi Nhân dân Xã hội Chủ nghĩa Quốc gia (NSV) và chính quyền tỉnh Đông Phổ đã cố gắng mở rộng ảnh hưởng của họ đối với Carlshof, đặc biệt là Gauleiter Erich Koch nhằm mục đích đàn áp các cơ sở tôn giáo điều hành. Từ năm 1937 trở đi, Erich Koch đã khởi xướng việc gia tăng vận chuyển bệnh nhân tâm thần đến Carlshof, nơi trước đây chủ yếu chuyên về bệnh động kinh. Năm 1938, Gestapo bắt đầu một cuộc điều tra hình sự chống lại giám đốc Heinz Dembowski, và một số nhân viên với cáo buộc họ có "hành vi chống nhà nước". Trong một cuộc họp hội đồng quản trị của Carlshöfer Anstalten vào tháng 3 năm 1939, Dembowski được cho là sẽ được thay thế bởi một giám đốc có liên hệ chặt chẽ với NSV. Nỗ lực thay thế này thất bại, Dembowski cuối cùng bị lật đổ bởi một sắc lệnh của Gestapo, Carlshof bị sung công vì lợi ích của chính quyền tỉnh Đông Phổ. 900 bệnh nhân đã được gửi đến các bệnh viện tâm thần khác trên khắp Đông Phổ, 66 người trong số họ bị trục xuất đến trại tập trung Soldau từ ngày 21 đến ngày 31 tháng 5 năm 1940 rồi bị sát hại trong một nhóm 1.558 bệnh nhân của các bệnh viện tâm thần Đông Phổ. Nhiều bệnh nhân còn lại rất có thể đã bị giết trong Aktion T4 vì 2/3 tổng số bệnh nhân của các bệnh viện tâm thần Đông Phổ đã chết từ năm 1940 đến năm 1942.

### Bệnh viện Wolfsschanze

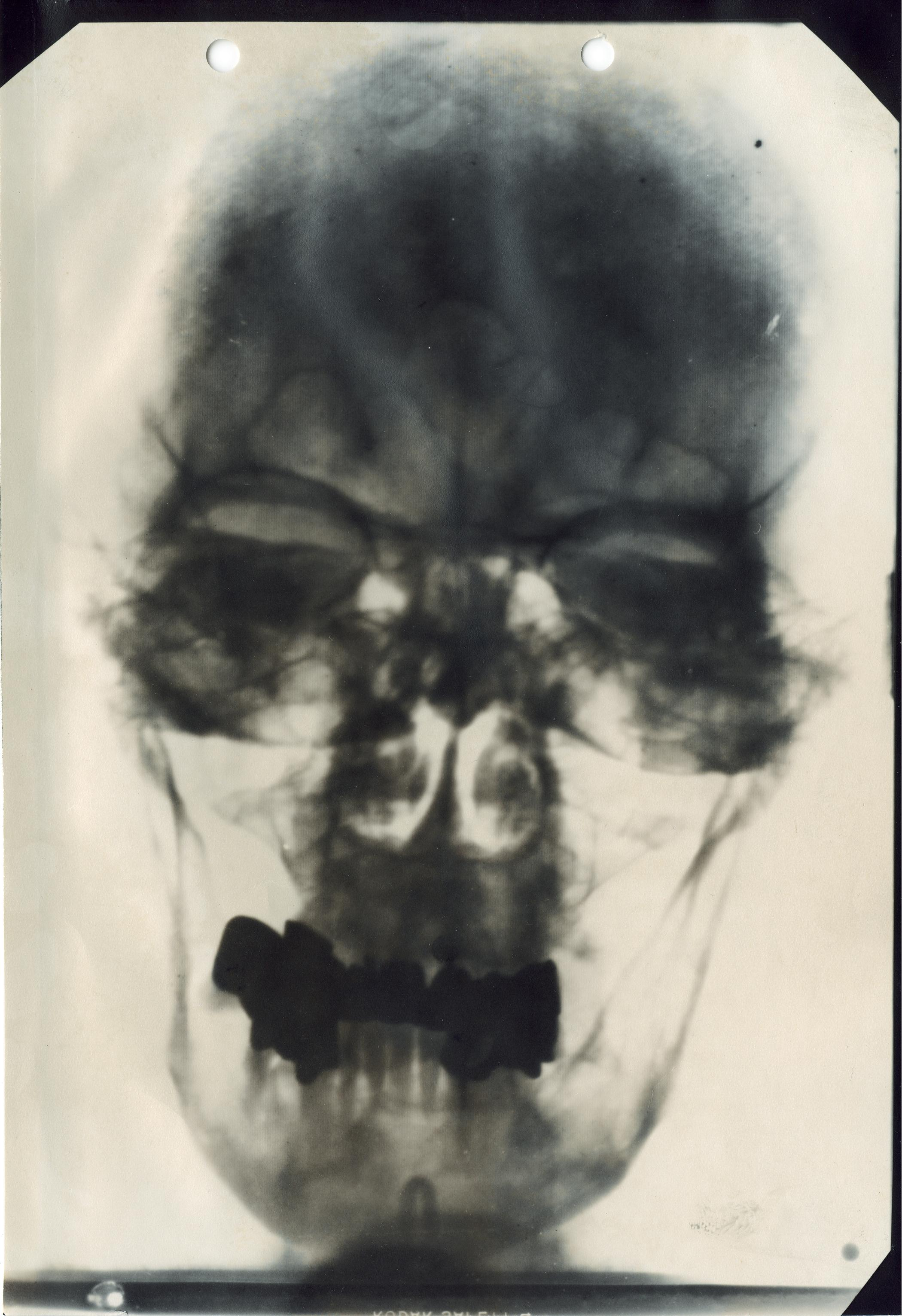
Ảnh chụp X-quang hộp sọ của Hitler

SS tiếp quản Carlshof vào ngày 11 tháng 2 năm 1941, sử dụng các tòa nhà làm bệnh viện quân sự và doanh trại cho một đơn vị SS của Wolfsschanze. Wilhelmsdorf trở thành sân bay phục vụ tổng hành dinh của Hitler và là nơi xảy ra vụ tai nạn máy bay của Fritz Todt vào ngày 8 tháng 2 năm 1942. Các nạn nhân của vụ tai nạn được đặt trong nhà nguyện Carlshof cũ. Claus von Stauffenberg đã sử dụng sân bay trong âm mưu ngày 20 tháng 7 cho chuyến bay của ông xuất phát từ Berlin và bay về Berlin. Hitler và các nhân viên chính phủ Đức bị thương do bom của Stauffenberg đã được điều trị trong bệnh viện quân sự Carlshof; Rudolf Schmundt, Günther Korten và Heinz Brandt đã chết tại đây. Vào tháng 9 và tháng 10 năm 1944, 5 lần chụp ảnh X-quang hộp sọ của Hitler đã được thực hiện tại bệnh viện Carlshof.
Năm 1947, sau khi trục xuất người dân địa phương, một trường dạy nông nghiệp được thành lập trên khuôn viên bệnh xá.